# Resolutie 1860 Veiligheidsraad Verenigde Naties
Resolutie 1860 van de Veiligheidsraad van de Verenigde Naties werd aangenomen op 8 januari 2009 met veertien stemmen voor en met onthouding van de Verenigde Staten. De resolutie riep Israël en Hamas, die oorlog voerden in de Gazastrook, op tot een wapenstilstand.
De Verenigde Staten onthielden zich van de stemming. Volgens minister van buitenlandse zaken Condoleezza Rice omdat de VS eerst het resultaat wilden afwachten van een Egyptisch initiatief. De VS stemde niet tegen de resolutie omdat het deze een stap in de goede richting vond.

## Achtergrond
Tussen 1987 en 1993 zorgde een spiraal van geweld ervoor dat honderden Palestijnen en Israëli's omkwamen. Toen dat laatste jaar de Oslo-akkoorden werden getekend, was er weer hoop op een verbetering van de toestand. Er gebeurde echter nauwelijks iets. De bezetting bleef voortduren en de economische situatie verslechterde nog. Een bezoek van Ariel Sharon aan de Tempelberg op 28 september 2000 werd gezien als een provocatie en leidde tot zware rellen. Wat volgde was de Tweede Intifada, waarbij opnieuw vele duizenden omkwamen.
Israël werd jarenlang vanuit de Gazastrook met raketten onder vuur genomen; zeker nadat de terreurgroep Hamas er de macht had overgenomen en Israël de Gazastrook had afgegrendeld. In juni 2008 kwamen beiden een wapenstilstand overeen, maar die begon in november al te wankelen. Dagelijks werden weer tientallen raketten afgevuurd, waarop Israël op 27 december met luchtaanvallen begon en op 3 januari een grondoffensief lanceerde. De oorlog eindigde op 18 januari, nadat beide partijen eenzijdig een staakt-het-vuren afkondigden. In de Gazastrook waren zo'n 1300 mensen omgekomen en duizenden gebouwen verwoest.

## Inhoud
De Veiligheidsraad benadrukte dat de Palestijnse en Israëlische burgers beschermd moesten worden. Men was bezorgd over de vele burgerslachtoffers en de vergroting van de humanitaire crisis in Gaza. Men veroordeelde alle geweld en vijandelijkheden gericht tegen burgers en alle terroristische acties.
Er werd opgeroepen een duurzame wapenstilstand en rust tot stand te brengen, onder meer door de illegale wapenhandel te stoppen en opnieuw grensovergangen te openen tussen Palestijns en Israëlisch gebied. De partijen en de internationale gemeenschap werden ook opgeroepen nieuwe inspanningen te leveren om tot een stabiele vrede tussen twee democratische staten Israël en Palestina, die naast elkaar in vrede leven met veilige en erkende grenzen, te komen.
Voorts werden Fatah en Hamas, die twee Palestijnse partijen die onderling ook in conflict lagen, aangespoord stappen naar verzoening te zetten.
De Veiligheidsraad riep op tot een onmiddellijk en duurzaam staakt-het-vuren en een volledige Israëlische terugtrekking uit Gaza. Er moest ongehinderd noodhulp, waaronder voedsel, brandstof en medische hulpverlening, voorzien kunnen worden.

## Verwante resoluties
- Resolutie 1402 Veiligheidsraad Verenigde Naties (2002)
- Resolutie 1403 Veiligheidsraad Verenigde Naties (2002)

Lijst ·  1860 ·  1861 ·  1862 ·  1863 ·  1864 ·  1865 ·  1866 ·  1867 ·  1868 ·  1869 ·  1870 ·  1871 ·  1872 ·  1873 ·  1874 ·  1875 ·  1876 ·  1877 ·  1878 ·  1879 ·  1880 ·  1881 ·  1882 ·  1883 ·  1884 ·  1885 ·  1886 ·  1887 ·  1888 ·  1889 ·  1890 ·  1891 ·  1892 ·  1893 ·  1894 ·  1895 ·  1896 ·  1897 ·  1898 ·  1899 ·  1900 ·  1901 ·  1902 ·  1903 ·  1904 ·  1905 ·  1906 ·  1907